# 新見荘
新見荘（にいみのしょう）は、備中国哲多郡にあった荘園。現在の岡山県新見市の高梁川以西の地域にあたる。
平安時代末期に大中臣孝正によって開発されたとされ、まず官務の小槻隆職に寄進され、隆職は更に高倉天皇ゆかりの最勝光院に寄進して、自らは領家となった。
鎌倉時代には承久の乱後に新見氏が地頭として入ったが、文永8年（1271年）に下地中分が実施され、東側が地頭・西側が領家のものとされた。その後、本家である最勝光院が没落したため、南北朝時代には正中2年（1325年）に後醍醐天皇が改めて東寺に寄進した。
その後、天皇が領家職や地頭職を小槻氏や新見氏から取り上げて東寺に寄進したことから、東寺と小槻氏・新見氏との間で争いとなるが、小槻氏は東寺から年貢の1/7を提供されることと引換に領家の地位を放棄し、新見氏は室町幕府の支援で代官となることで地頭の地位を確保した。その後も新見氏が地頭の地位を保つが、代官の地位は垪和氏や安富氏などを転々とした。
室町時代には寛正2年（1461年）に代官安富智安の圧制による百姓たちの反抗と長年の未進行為によって東寺の直務が実施されるが、東寺から派遣された代官祐清も2年後にその不法行為に反発した百姓に殺害される。応仁の乱の混乱に乗じて新見氏や安富氏が新見荘の支配を企てたため、応仁元年（1467年）以後、百姓は備中の土一揆を起こして東寺と結んで武士に抵抗するが、後に新見氏ら武士勢力に排除された。
その後、新見氏は三村氏に攻められて没落し、三村氏も毛利氏に攻め滅ぼされ、天正2年（1574年）には東寺は支配権を喪失して新見荘は消滅した。

## 関連文献
- 渡邊太祐「中世後期の交通事情と荘園年貢 : 備中国新見荘を事例として」『交通史研究』第75巻、交通史学会、2011年、1-22頁、doi:10.20712/kotsushi.75.0_1。